# Kinga Rajda
Kinga Rajda (* 22. Dezember 2000 in Bielsko-Biała) ist eine polnische Skispringerin.

## Werdegang
Kinga Rajda startet für LKS Sokół Szczyrk. Ihre internationale Karriere begann im Rahmen von zwei Wettbewerben des FIS-Cups am 29. und 30. August 2014 in Frenštát, bei denen sie zweimal den 20. Platz belegte. Seitdem folgen regelmäßig weitere Teilnahmen.
Am 18. Januar 2015 debütierte Rajda im Skisprung-Continental-Cup mit ihrer Teilnahme an zwei Wettbewerben in Falun, bei denen sie die Plätze 17 und 16 belegte. Am 4. Dezember 2015 erfolgte schließlich in Lillehammer Rajdas Debüt im Skisprung-Weltcup; diesen Wettbewerb beendete sie jedoch mit Platz 36 außerhalb der Punkteränge.
Am 30. Januar trat Rajda in Oberstdorf erneut im Skisprung-Weltcup an und gewann durch einen 30. Platz ihren ersten Weltcuppunkt, wodurch sie in der Saison-Gesamtwertung den 53. Platz belegte.
Im August 2015 sowie zweimal im Juli 2016 gewann Rajda jeweils in Szczyrk insgesamt drei Mal einen Wettbewerb des FIS-Cups. Dadurch und durch weitere gute Ergebnisse holte sie sich in der Saison 2015/16 den Gesamtsieg im FIS-Cup. Des Weiteren gewann sie in der Saison 2015/16 den FIS-Carpath-Cup, nachdem sie in der Saison 2013/14 in diesem Wettbewerb bereits den zweiten Platz in der Gesamtwertung erreicht hatte.
Bei den Polnischen Meisterschaften 2014 in Szczyrk gewann Rajda am 11. Oktober 2014 die Bronzemedaille. Bei den Meisterschaften 2016 gewann sie am 13. März 2016 sogar mit großem Vorsprung die Goldmedaille.
Bei den Olympischen Jugend-Winterspielen 2016 in Lillehammer belegte Rajda Platz sieben in der Einzel- sowie Platz neun in der Teamwertung mit der polnischen Jugend-Mannschaft. Im Anschluss daran nahm sie an den Junioren-Weltmeisterschaften 2016 im rumänischen Râșnov teil und wurde im Einzel Zwölfte und mit der polnischen Mixed-Mannschaft Elfte. Auch in den Folgejahren nahm sie an den Junioren-Weltmeisterschaften teil. Dabei wurde sie 2017 im US-amerikanischen Park City 13. im Einzel und Siebte mit der Mixed-Mannschaft, 2018 im schweizerischen Kandersteg 48. im Einzel, Achte mit der Mixed- und Neunte mit der Frauen-Mannschaft sowie 2019 im finnischen Lahti 25. im Einzel, Achte mit der Frauen- und Neunte mit der Mixed-Mannschaft.
Am 10. Februar 2019 erreichte Rajda auf der Logarska dolina im slowenischen Ljubno als 25. zum zweiten Mal in ihrer Karriere die Punkteränge eines Weltcupspringens. Bei den Weltmeisterschaften 2019 in Seefeld in Tirol wurde sie im Einzel 34. und mit der polnischen Mixed-Staffel Sechste. Im Sommer 2019 erreichte Rajda im heimischen Szczyrk als Dritte erstmals das Podest im Continental Cup. Im Winter ging sie erst Mitte Januar in Sapporo im Weltcup an den Start. Dort sprang sie auf den 21. Platz, womit sie ihr bis dato bestes Weltcup-Resultat erzielte. In den folgenden Wochen etablierte sie sich im Weltcup und erreichte konstant die Punkteränge. Historisches erreichte sie Anfang Februar in Oberstdorf, als sie mit Sprüngen auf 128 und 127 Meter von der Schattenbergschanze Sechste wurde. Dies stellte nicht nur die bis dahin beste Platzierung einer Polin im Weltcup dar, sondern war allgemein sogar das erste Mal, dass eine polnische Athletin in die Top 20 sprang und somit Preisgeld erhielt.
Bei den Weltmeisterschaften 2021 in Oberstdorf wurde sie in den Einzelwettbewerben von der Normalschanze 38. und von der Großschanze 33. Mit der polnischen Frauen-Mannschaft wurde sie Siebte. Bei den Olympischen Winterspielen 2022 in Peking wurde sie im Einzelwettbewerb von der Normalschanze 35. und mit der polnischen Mixed-Staffel Sechste.

## Erfolge
- Polnische Meisterschaften: Gold Sommer 2015, Winter 2016
- FIS-Cup: 1. Platz 2015/16
- FIS-Carpath-Cup: 2. Platz 2013/14, 1. Platz 2015/16

## Statistik

### Weltcup-Platzierungen
| Saison  | Platz | Punkte |
| ------- | ----- | ------ |
| 2015/16 | 53.   | 001    |
| 2018/19 | 47.   | 008    |
| 2019/20 | 28.   | 093    |
| 2020/21 | 47.   | 001    |
| 2021/22 | 42.   | 035    |

### Grand-Prix-Platzierungen
| Saison | Platz | Punkte |
| ------ | ----- | ------ |
| 2016   | 40.   | 003    |
| 2018   | 46.   | 004    |
| 2020   | 06.   | 040    |
| 2021   | 27.   | 052    |
| 2022   | 49.   | 008    |

### Continental-Cup-Platzierungen
| Saison  | Sommer | Sommer | Winter | Winter | Gesamt | Gesamt |
| Saison  | Platz  | Punkte | Platz  | Punkte | Platz  | Punkte |
| ------- | ------ | ------ | ------ | ------ | ------ | ------ |
| 2014/15 | –      | –      | 32.    | 029    | 41.    | 029    |
| 2016/17 | 28.    | 018    | –      | –      | 42.    | 018    |
| 2017/18 | 22.    | 034    | 33.    | 040    | 31.    | 074    |
| 2018/19 | 15.    | 036    | 13.    | 155    | 10.    | 191    |
| 2019/20 | 07.    | 148    | 24.    | 058    | 11.    | 206    |